# Tomás Gómez Carral
Tomás Gómez Carral (Cabezón de la Sal, 26 de junio de 1837-Comillas, 2 de marzo de 1898) fue un sacerdote jesuita español, impulsor y fundador de los colegios de enseñanza media de Anceis, y La Guardia (Pontevedra) y sobre todo, destacó porque atrajo el concurso munificente de los dos primeros Marqueses de Comillas para construir y dotar el Seminario Pontificio de Comillas, del que fue su primer rector entre 1892 y 1893.

## Biografía
Nació en Cabezón de la Sal, entonces provincia de Santander, hoy comunidad autónoma de Cantabria, el 26 de junio de 1837. Fue bautizado el mismo día en la iglesia parroquial de San Martín, De 1852 a 1853 cursó latín y humanidades en el colegio de Villacarriedo, que dirigían los Padres Escolapios. El 1856 entró en el Noviciado de la Compañía de Jesús.
Fueron sus padres, Francisco  y  Narcisa, de carácter activo y emprendedor. Su hermano Mariano, fue cura párroco y arcipreste de Cabuérniga y llegó a rector del Seminario diocesano de Santander. 
Estudio Filosofía en Salamanca y Teología en Laval (Francia), ordenándose sacerdote en 1869. Fue destinado al seminario de Salamanca como profesor y prefecto de estudios hasta 1872, en que fue destinado para dirigir el nuevo colegio llamado del Apóstol Santiago en Anceis, cerca de La Coruña. Dicho Colegio se traslada en 1875 a La Guardia, en la ribera del río Miño, donde el padre Gómez Carral ejerce como padre rector. Movido por un celo de formar a los hombres y posibles jesuitas, junto al colegio de bachilleres, abre una sección de estudios superiores – precursor del centro universitario de Deusto – y el año de 1879 recibe a un grupo de aspirantes al sacerdocio en un llamado Colegio Apostólico (como embrión de un seminario).
El padre Gómez Carral fue destinado en 1880, con el cargo de ministro (que equivale a administrador) a Loyola, cerca de San Sebastián, con el encargo de sus superiores de acopiar fondos para conseguir fundar un Seminario preferentemente en Salamanca. Desde Loyola se desplaza a San Sebastián donde estaba veraneando el prócer natural de Comillas, Antonio López y López, que era considerado una de las mayores fortunas de España, por sus negocios de transporte naval y comercio con las Antillas. Antonio López y López había sido gratificado con el título nobiliario de marqués de Comillas en 1878 por el rey Alfonso XII. Con su convicción, movió al magnate comillense a sufragar la edificación y dotar un seminario de pobres y no un colegio como tenía éste imaginado. Por su parte el padre Gómez Carral hubo de convencer, con el generoso apoyo económico del industrial, a los superiores de la Compañía de Jesús y aceptar erigir el seminario en Comillas y no en Salamanca como estaba inicialmente previsto.
En 1883 se coloca la primera piedra del edificio del seminario, que llevó el adjetivo de pontificio por haberse realizado la donación a la Santa Sede y no a la Compañía de Jesús, según se dijo, por razones de oportunismo político y para asegurar su permanencia. Ese año 1883, fallece el primerI marqués y su hijo Claudio López Bru continúa con acrecido empeño con la financiación de la magna obra que se concluye en 1889. El padre Gómez Carral es nombrado rector del Seminario Pontificio. Tras dos años, en 1893 es destituido, pero vuelve en los últimos años de su vida para ejercer como formador en el Seminario Pontificio. El padre Gómez Carral falleció en Comillas el 2 de marzo de 1898. Está enterrado en la capilla de San Antonio, del Seminario Pontificio, que como se dice, se estableció por su visión, empeño e impulso. 

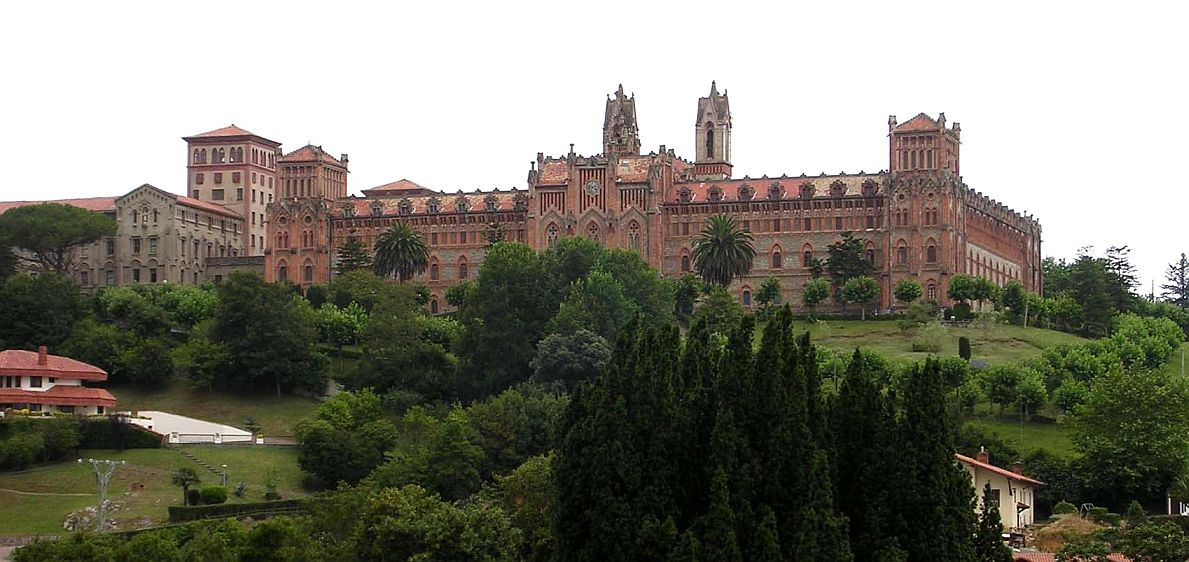
Vista parcial del Seminario Pontifico diseñado por Lluís Domènech i Montaner y construido entre 1883 y 1889.

En 1904, por su creciente prestigio, el papa León XIII erigió el centro como Universidad Pontificia Comillas, a partir del Seminario, con tres Facultades de Filosofía, Teología y Derecho Canónico, con los mismos estatutos y del mismo modo que las establecidas en la Universidad Gregoriana de Roma, de la Compañía de Jesús. 